# 布鲁杰迪宅邸
布鲁杰迪宅邸 (波斯語：‎ Khāneh-ye Borujerdihā) 是伊朗卡尚的一座古宅。建于1857年，由建筑师Ustad Ali Maryam为富商布鲁杰迪的新娘而建。数年前，Ustad Ali Maryam曾为新娘的娘家塔巴塔巴依家族兴建了塔巴塔巴依宅邸。建造历时18年，用了150名工匠。

## 建築
布鲁杰迪宅邸為伊朗傳統住宅建築，其包括美丽帶有噴泉池的长方形庭院，皇家画家 Kamal-ol-molk 所作的壁画，和三个40米高，以降低室内的温度的风塔等特色組成。建築設有三个入口，以及所有传统波斯住宅建筑的特征。主殿頂部設有一個距骨圓。宅邸則是以用灰泥、玻璃製品和鏡子裝飾，並繪製畫家卡馬爾-奧爾-莫爾克的壁畫。

## 圖片

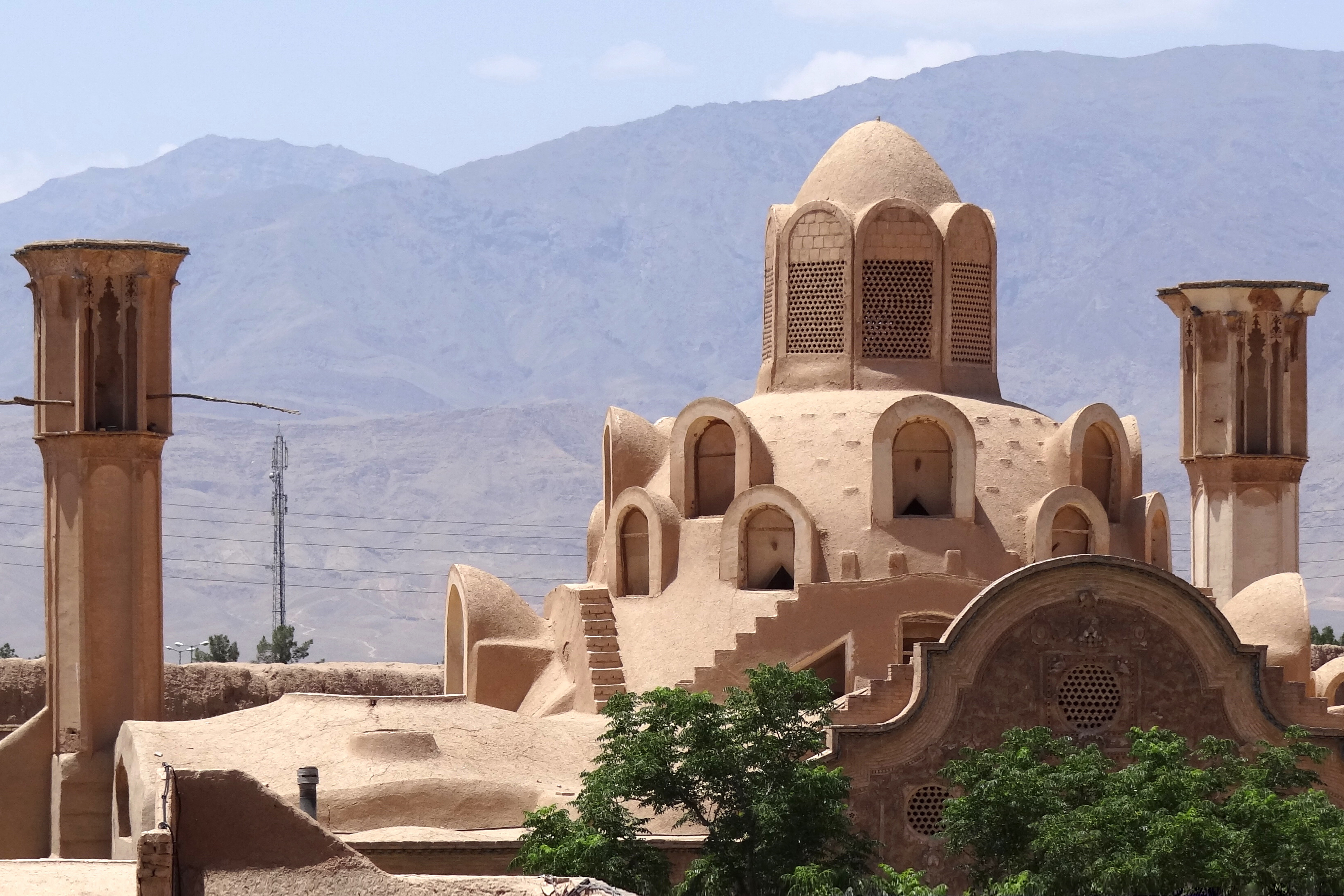
距骨的圓頂和屋頂上的兩個風塔。
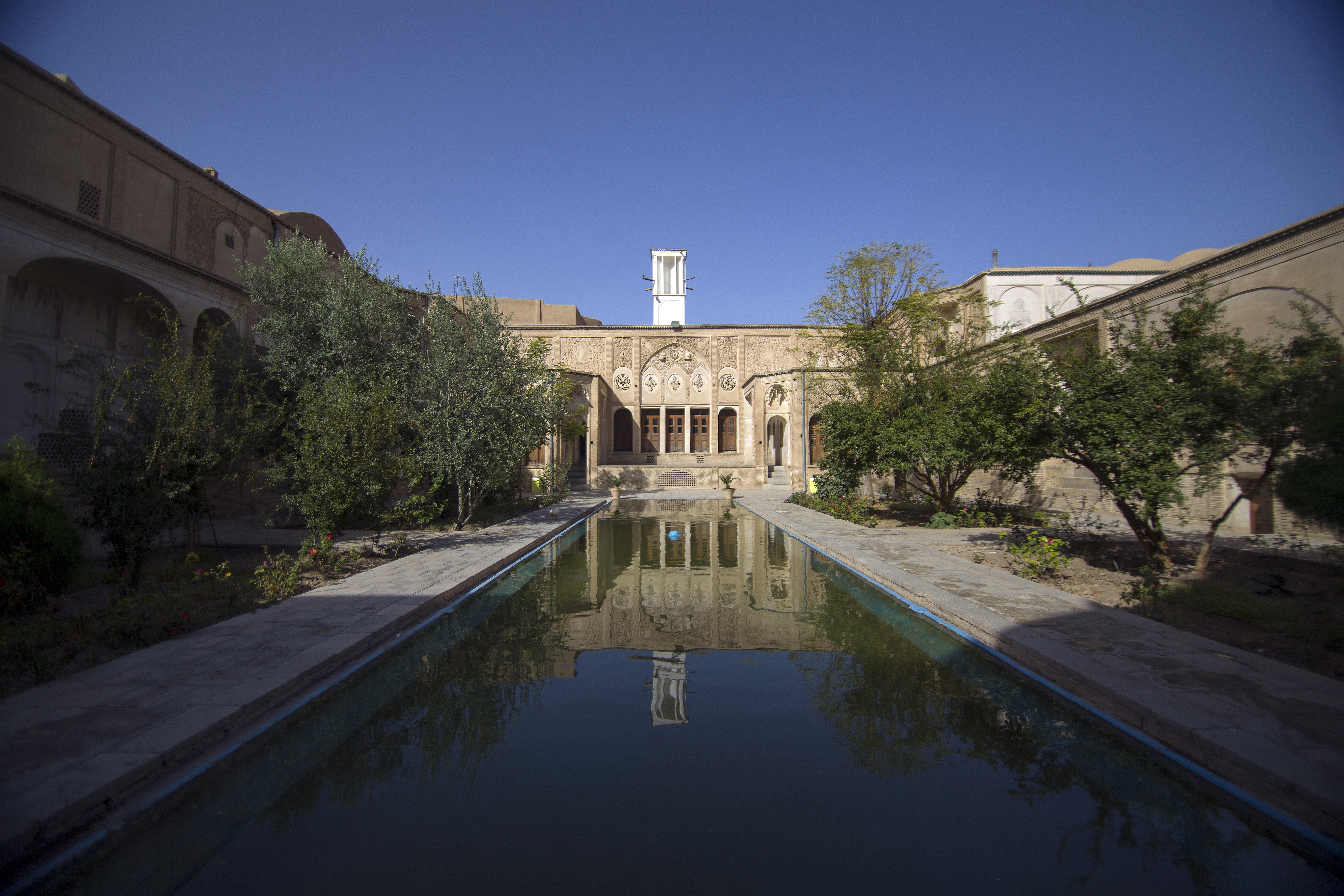
布鲁杰迪之家的庭院。
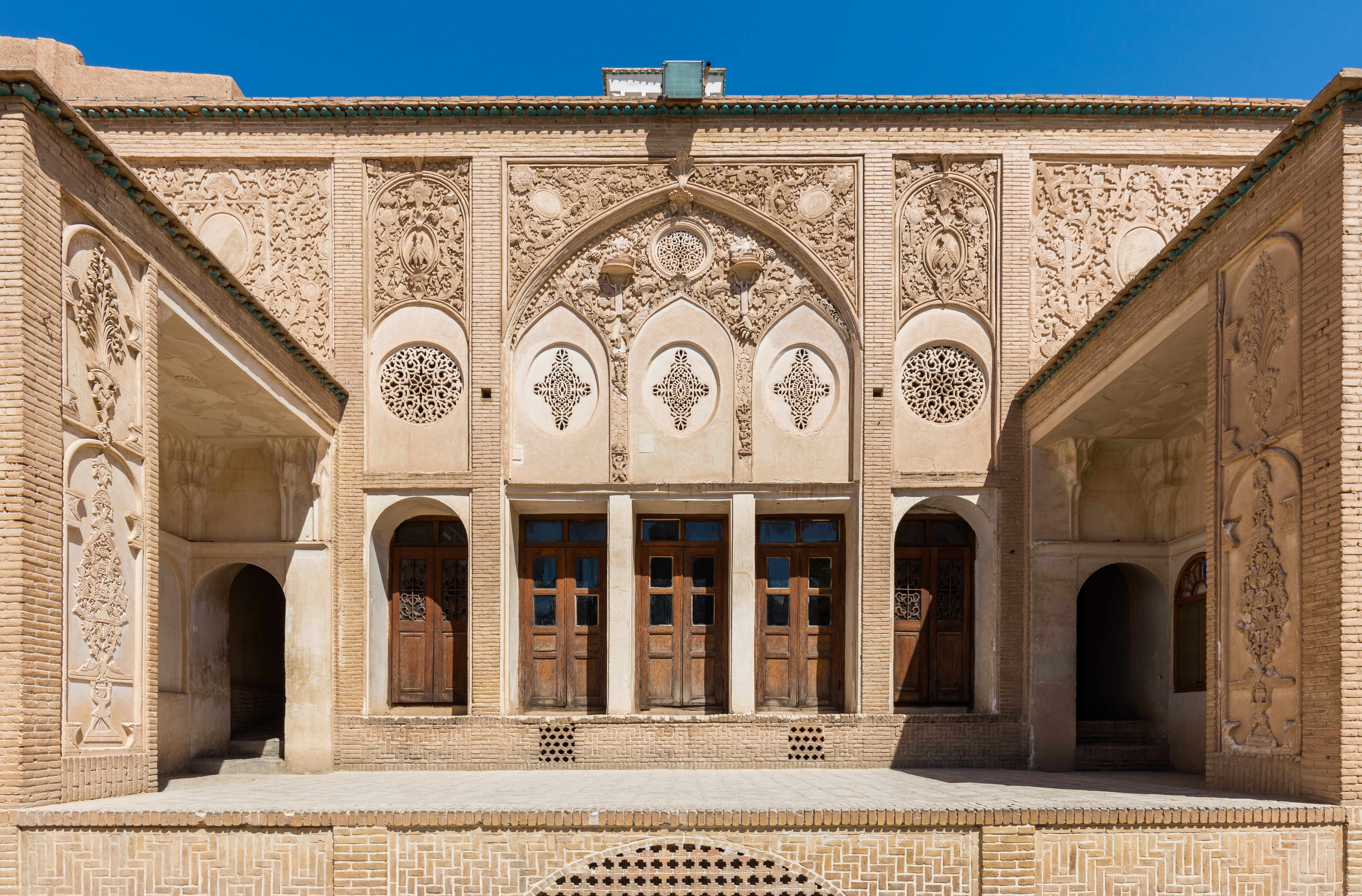
布鲁杰迪之家的入口。
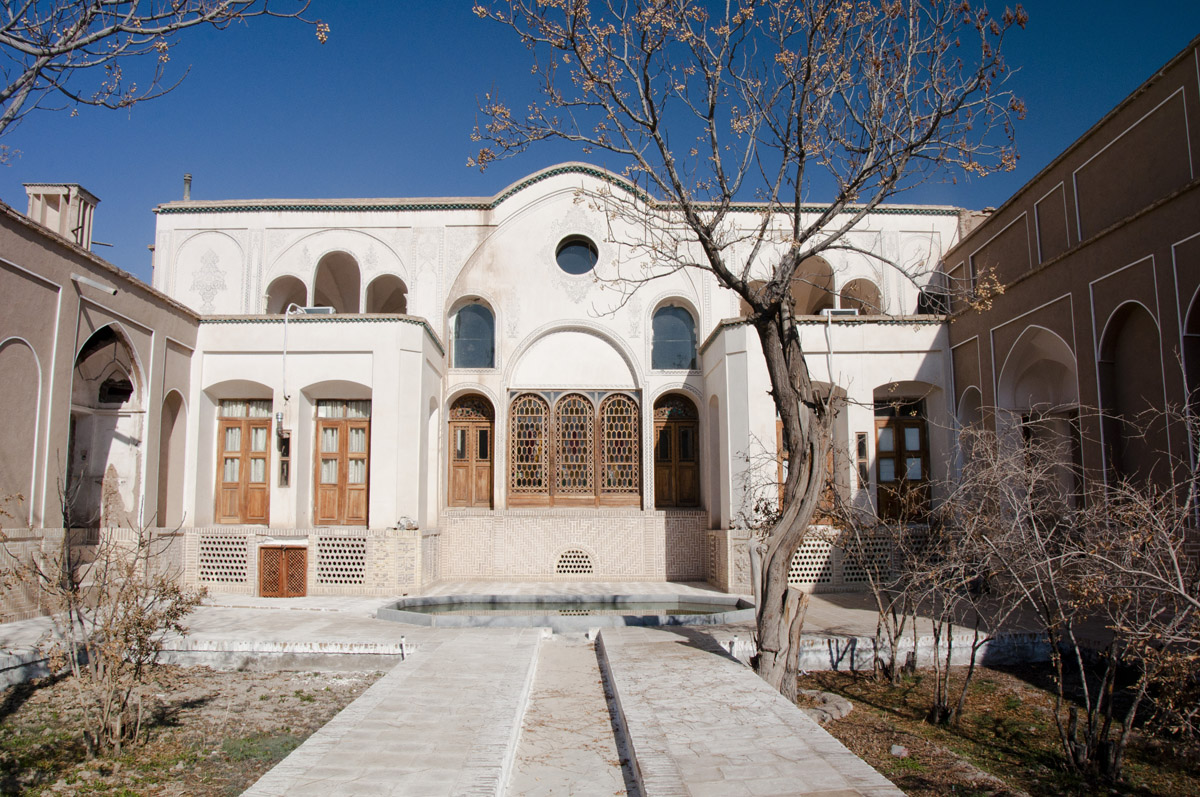
布鲁杰迪之家的外觀。

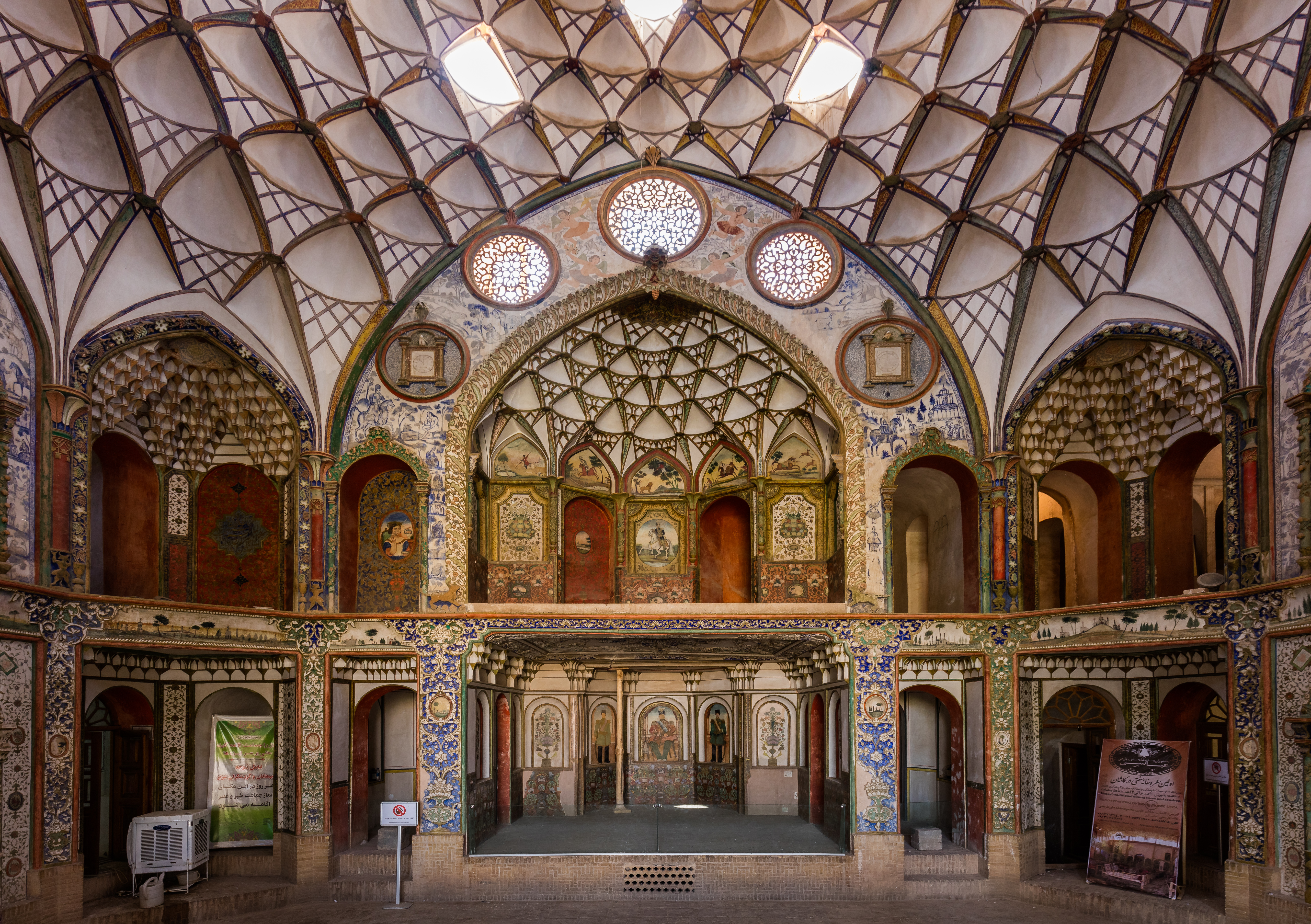
布鲁杰迪之家的內部
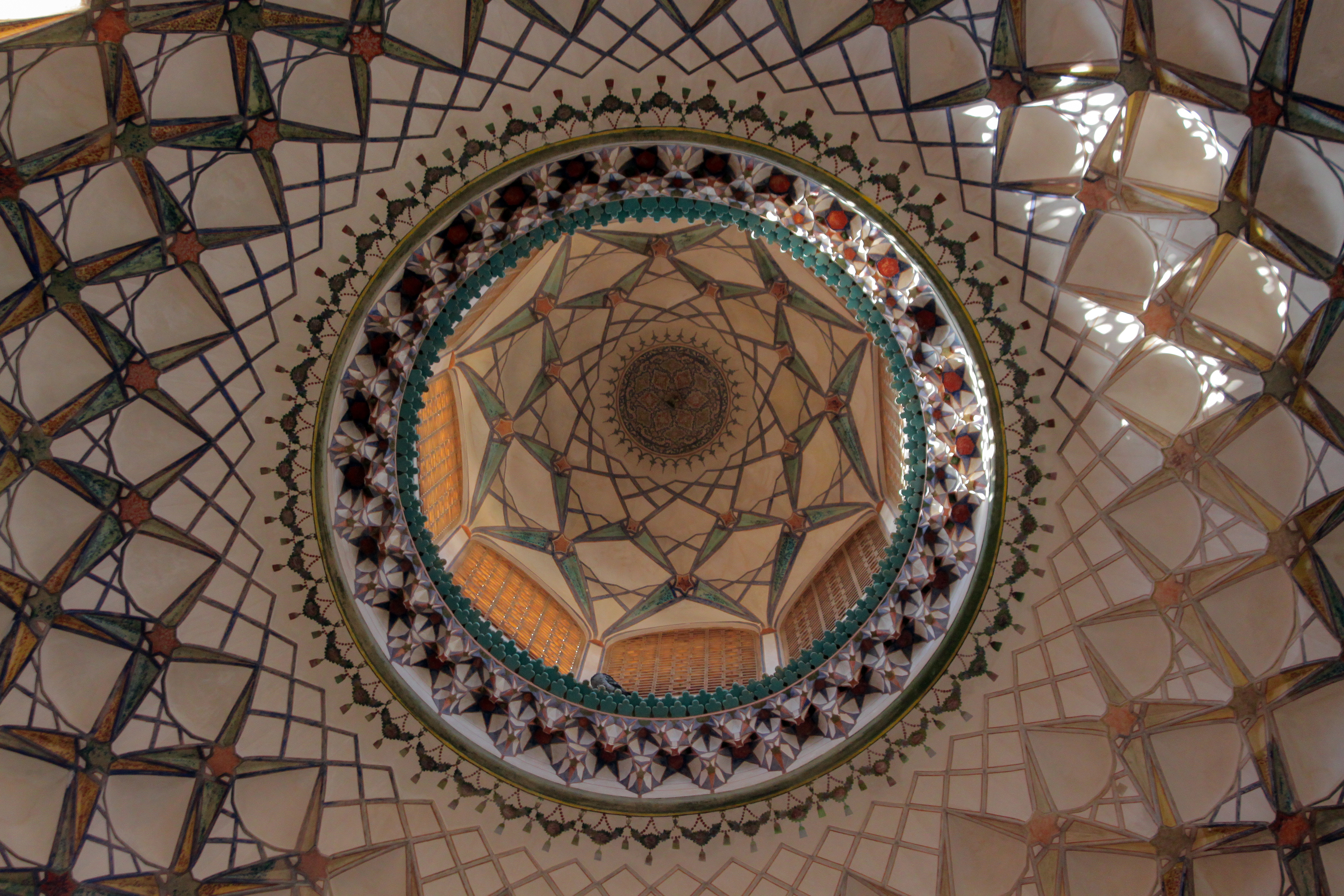
布鲁杰迪之家的圓頂
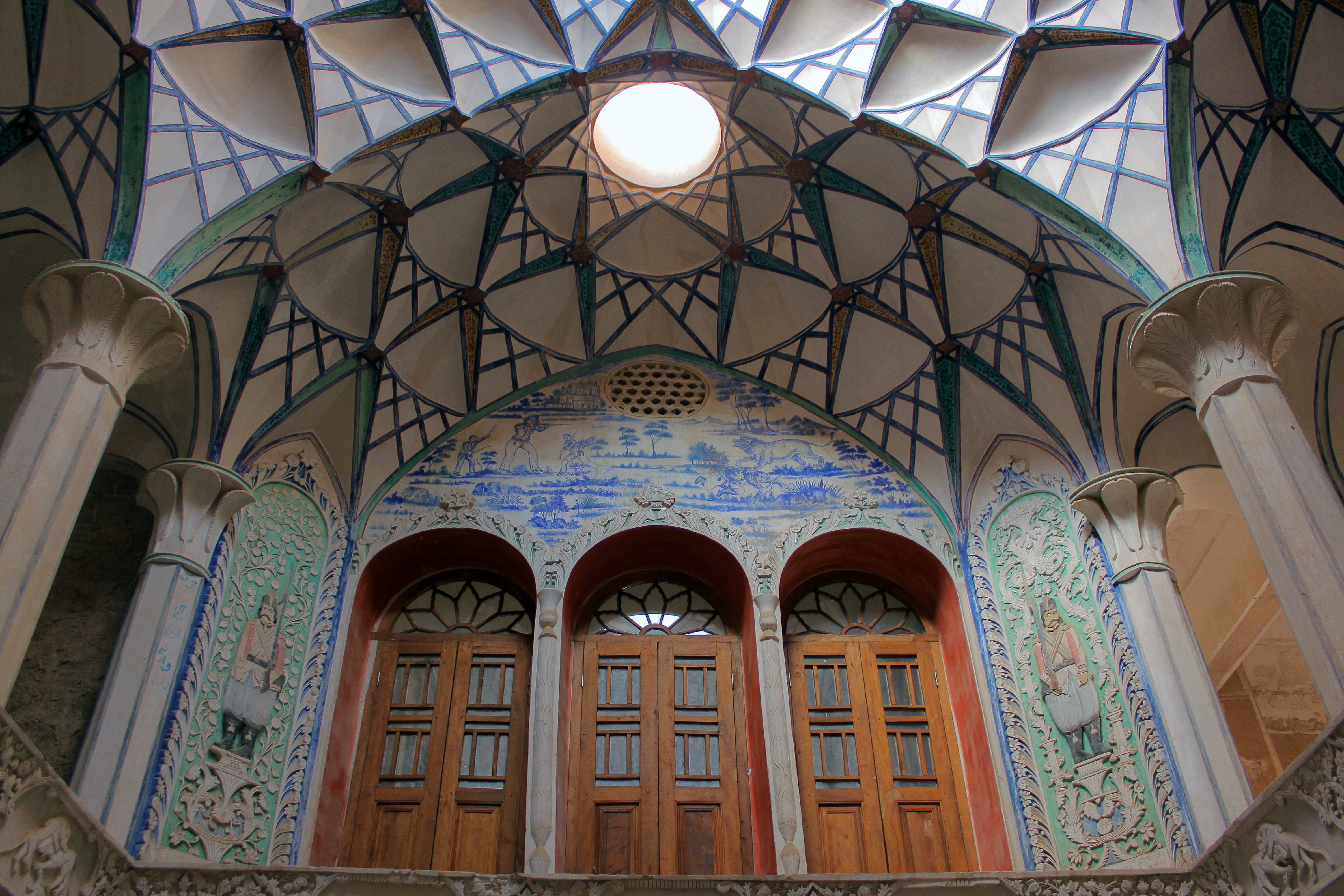
布鲁杰迪之家的木窗和牆雕。
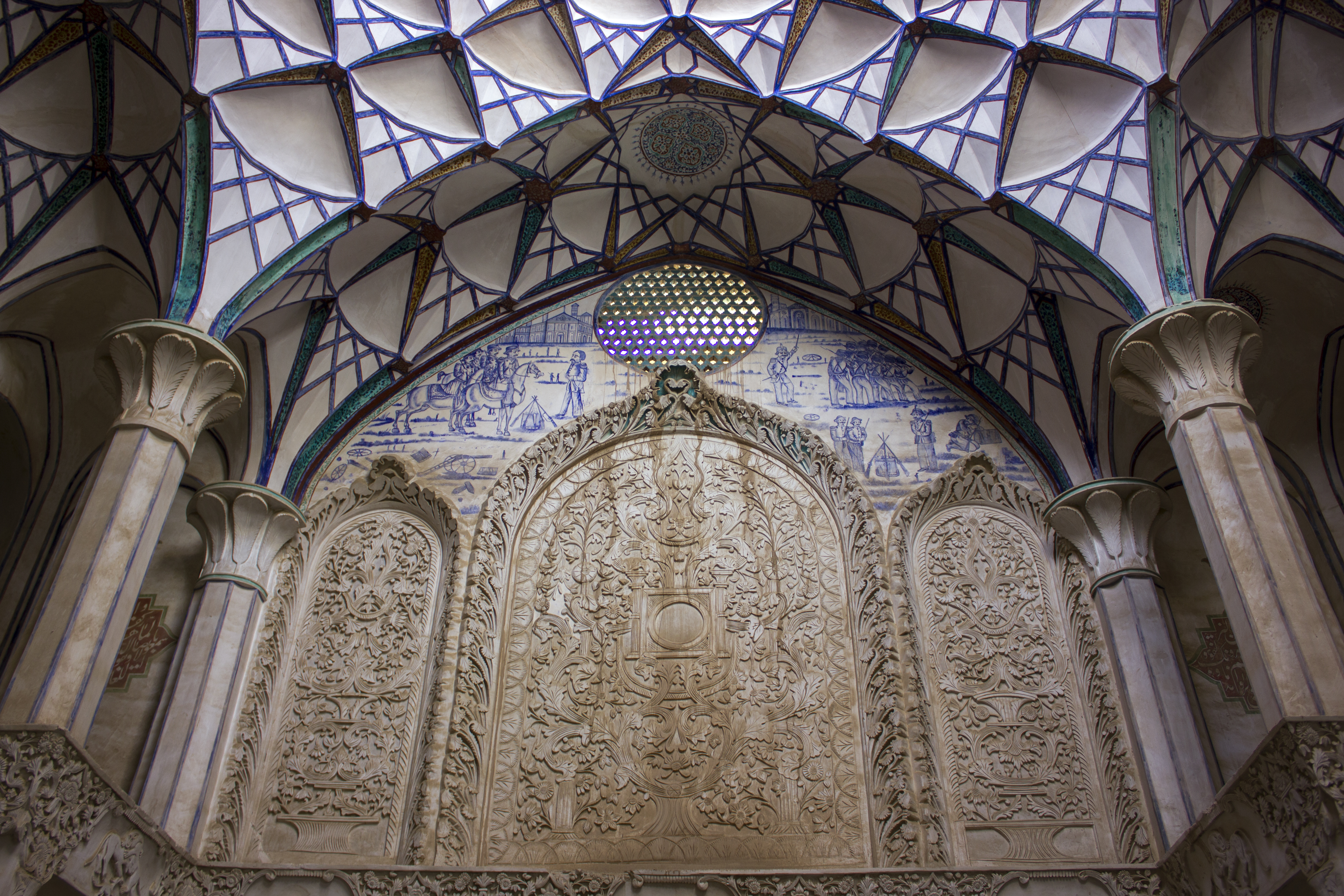
布鲁杰迪之家的壁雕。